# Маркварт I фон Грюненберг
Маркварт I фон Грюненберг (на немски: Markwart I von Grünenberg; † сл. 24 юли 1292) е благородник от род Грюненберг в Оберааргау в  кантон Берн в Западна Швейцария.
Той е син на Улрих I фон Грюненберг († 1224) и съпругата му Анна († 1224), която умра 7 дена след съпруга си. Внук е на Хайнрих I фон Грюненберг († 1224) и Хедвиг († 1224).

## Фамилия
Маркварт I фон Грюненберг се жени за Елизабет († сл. 1248). Те имат две деца:
- Мехтилд фон Грюненберг, омъжена за Рудолф фон Бехбург († 1303), син на Улрих фон Бехбург († 1292); родители на:
  - Елизабет фон Бехбург († 12 юли 1314), омъжена за Рудолф I фон Грюненберг († 15 ноември 1315); родители на:
    - Маргарета фон Грюненберг († 10 март 1391), омъжена за Буркхард II Мюнх фон Ландскрон († 23 април 1376)
- Маркварт II фон Грюненберг († 25 януари 1303), женен за Аделхайд фон Брандис, дъщеря на Конрад фон Брандис († сл. 1257); родители на:
  - Рудолф I фон Грюненберг († 15 Нов 1315), женен за Елизабет фон Бехбург († 12 юли 1314), дъщеря на Рудолф фон Бехбург († 1303) и Мехтилд фон Грюненберг; родители на:
    - Маргарета фон Грюненберг († 10 март 1391), омъжена на 8 юли 1318 г. за Буркхард II Мюнх фон Ландскрон († 23 април 1376); родители на:
      - Елизабет (Елзине) фон Ландскрон († сл. 1421), омъжена за Готфрид (Гьотцман) фон Щауфен († 12 февруари 1387); родители на:
        - Бертолд фон Щауфен († 27 януари/февруари 1448/1 март 1451), фрайхер, женен сл. 1417 г. за Гизела Малтерер († 1442/1450)